# Waidmannslust
Waidmannslust, Berlin-Waidmannslust – dzielnica (Ortsteil) Berlina w okręgu administracyjnym Reinickendorf. Od 1 października 1920 w granicach miasta.